# Mahrhof

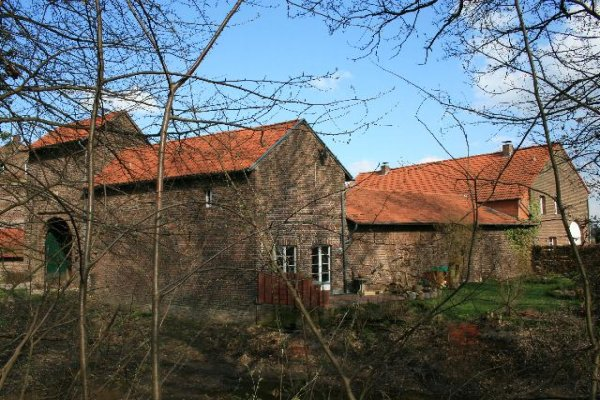
Der Mahrhof, Ansicht von Westen

Der Mahrhof ist ein alter Gutshof bei Ratheim auf dem Gebiet der Stadt Hückelhoven. Das Wort Mahr in seinem Namen weist als Variante von Maar auf eine feuchte, nasse Stelle hin.
Der einfache, früher von Wassergräben umgebene Hof spielt für die Geschichte der Stadt eine wichtige Rolle, da familiäre Bindungen der Eigentümer zur Familie Olmissen genannt Mülstroe (auf Haus Hall in Ratheim und Haus Hückelhoven) bestanden.
Die Autobahn 46 führt direkt am Mahrhof vorbei und trennt den Hof vom nördlich gelegenen Haus Hall und Ratheim. Im Osten liegt Millich, im Süden verläuft die Rur. Der nach dem Hof benannte Mahrweg führt von Ratheim kommend an Haus Hall vorbei zum Mahrhof und weiter nach Millich.

## Beschreibung
Die Vierflügelanlage aus Backstein wurde im Kern 1578 erbaut. Auch ein Gewölbekeller und der Torbau mit seinen zwei Geschossen stammen wahrscheinlich aus der gleichen Zeit. Die noch erhaltenen Rollenlöcher des Tors zeugen von der ehemals vorhandenen Zugbrücke, so wie eine Schießscharte an der linken Seite des Tors von der einstigen Wehrhaftigkeit des Gutshofs kündet. Über seinem Rundbogendurchgang befand sich früher ein Allianzwappen. Dessen eine Hälfte zeigte das Mülstroe'sche Wappen, das Grundlage des heutigen Hückelhovener Stadtwappens ist. Der Wappenstein war einmal gestohlen worden, wurde mittlerweile aber wieder aufgefunden.
Nachdem der Mahrhof 1883 durch ein Feuer zerstört worden war, soll das heutige, zweigeschossige Gebäude, das ehemals als Wohnhaus diente, auf den alten Fundamenten erbaut worden sein.

## Geschichte
Ursprünglich gehörte der Mahrhof zum benachbarten Haus Hall. Heinrich von Olmissen genannt Mülstroe teilte testamentarisch diesen Besitz. Sein Sohn Gotthard von Olmissen genannt Mülstroe erhielt den Mahrhof und erbaute 1578 das Gutshaus. Die Familie gehörte dem reformierten Glauben an, besaß aber ein Erbbegräbnisrecht für die katholische Kirche in Ratheim. Während sein Enkel 1683 in dieser Kirche noch beigesetzt worden ist, wurde dies seiner Witwe gerichtlich verwehrt. Durch Einheirat gelangte der Hof zunächst an Rütger von Beeck zu Beeck, über Johann Meinard von Goltstein und Franz Freiherr von Pelden genannt von Cloudt schließlich 1831 an die Familie von Zandt. Im Jahr 1878 wurde der Sohn der Generalmajors Ferdinand Karl von Zandt Walter von Zandt (1823–1913) aus dem Haus Barlo der Besitzer.
Heute ist der Hof verpachtet. Ein Teil der Ländereien kaufte die Zeche Sophia-Jacoba um Landwirte zu entschädigen.